# Gonomyia (Neolipophleps) cinerea
Gonomyia (Neolipophleps) cinerea is een tweevleugelige uit de familie steltmuggen (Limoniidae). De soort komt voor in het Nearctisch gebied.